# 바얀 (악기)
바얀(bayan)은러시아에서 개발.개량된 러시아의 버튼식 아코디언이다.

## 유래
바얀이라는 명칭은 옛날의 러시아 전설적 가수에 유래한다.

## 역사
러시아에서는 19세기 전반부터 가르모니라고 하는 아코디언이 제조되고 있으며, 19세기말에는 반음계적인 것도 만들어졌다.
그러나 바얀이라는 명칭은 1907년 페테르부르그의 악기 제조가가, 유명한 가르모니 주자인 오를란스키=티타렌코와 협력해서, 오른손에 선율 버튼이 4줄 있는 반음계적 가르모니를 완성했을 때 비로소 사용되었던 것이다.
1920년대까지는 여러 가지 방식이 있었으나, 그 후 모스크바 방식이 표준화되었다.

## 건반/연주 방법
오른손의 버튼식 건반은 3줄이나 5줄인 것이 많고, 그 음역은 4옥타브에 걸쳐 반음계적으로 배열되어 있다. 왼손의 버튼식 구조와 음렬은 일반적인 피아노 아코디언과 거의 같다. 무릎 위에나 양손으로 받쳐 잡고 연주하거나, 멜빵이 있으면 멜빵을 매고 연주한다. 
참고로 크라잉 넛의 아코디언 연주자 겸 키보드 연주자 자인 김인수의 말에 따르면 러시아 쪽과 서부유럽 쪽이 손가락이 가는 방향이 반대라고 한다.

## 음색/용도
바얀의 음색은 오르간과 하모니카를 혼합한 것과 비슷하고, 러시아적인 애수를 느끼게 하기 때문에, 러시아 민요나 무곡반주에 가장 알맞으며, 발랄라이카와 함께 대중적 합창이나 무용에 불가결한 악기이다. 독주, 합주용으로도 쓰이며, 클래식 연주에도 적합한 악기이다.

## 같이 보기
- 반도네온